# Henri-Casimir II de Nassau-Dietz
Henri Casimir II de Nassau-Dietz (en allemand Heinrich Kasimir II von Nassau-Dietz), né le 18 janvier 1657 à La Haye et mort le 25 mars 1696 à Leeuwarden. Il est prince de Nassau-Dietz, stathouder de Frise, stathouder de Groningue, stathouder de Drenthe de 1664 à 1696.

## Famille

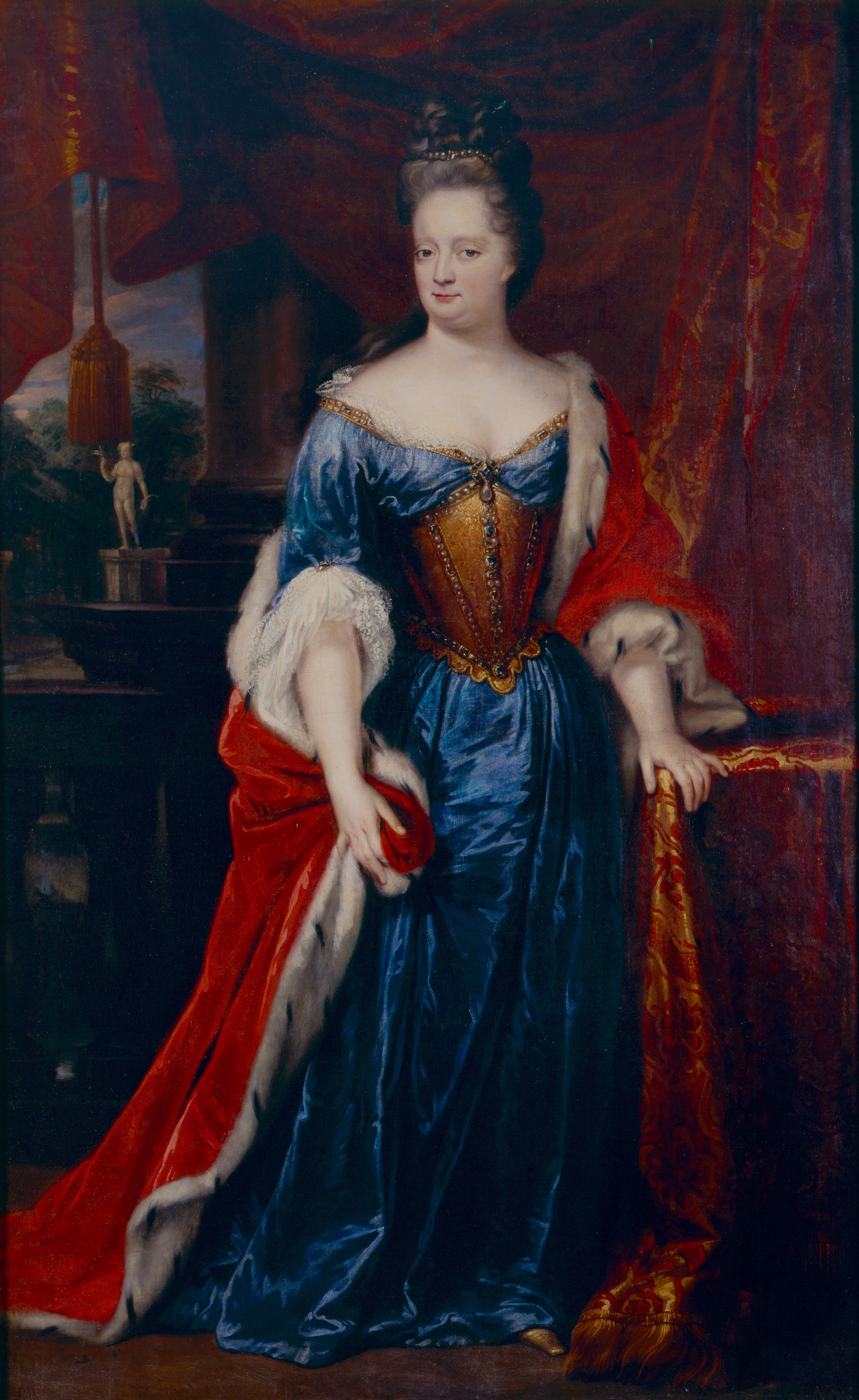
Henriette-Amélie d'Anhalt-Dessau.

Fils de Guillaume-Frédéric de Nassau-Dietz et de Albertine-Agnès d'Orange-Nassau. En 1683 Henri Casimir II de Nassau-Dietz épouse Henriette-Amélie d'Anhalt-Dessau (1666-1726), fille du prince Jean-Georges II d'Anhalt-Dessau. Neuf enfants sont nés de cette union :
- Guillaume de Nassau-Dietz (1685-1686), mort en bas âge ;
- Henriette de Nassau-Dietz (1686-1754), entra dans les ordres ;
- Jean-Guillaume-Friso d'Orange, prince de Nassau-Dietz (1687-1711), prince d'Orange épouse Marie-Louise de Hesse-Cassel ;
- Amélie de Nassau-Dietz (1689-1711), morte à 22 ans sans enfants ;
- Sophie de Nassau-Dietz (1690-1734), en 1708 elle épouse le duc Charles II de Mecklembourg-Schwerin (1678-1747), divorcés en 1710, sans postérité ;
- Isabelle de Nassau-Dietz (1692-1757), en 1725 elle épouse le prince Christian de Nassau-Dillenbourg (1688-1739) ;
- Jeanne de Nassau-Dietz (1693-1755), entre dans les ordres ;
- Louise de Nassau-Dietz (1695-1765), entre dans les ordres ;
- Henriette de Nassau-Dietz (1696-1736), entre dans les ordres.

## Biographie
Sous la régence de sa mère, Albertine-Agnès d'Orange-Nassau, il succède à son père (1664) comme stathouder de Frise et de Groningue. En 1674, il s'engage dans l'infanterie de ses États. Les Frisons votent afin de donner à la Frise un stathouder héréditaire de la Maison de Nassau-Dietz. En 1677, il gouverne seul ses États.
Il haïssait son cousin Guillaume III d'Orange-Nassau, lors de la guerre avec la France (1672-1688), rejetant l'autorité de son cousin, il entame des négociations séparées avec Louis XIV de France. En 1689, il est nommé maréchal de camp, il participe aux batailles de Fiennes et la bataille de Steinkerque (3 août 1692), contre la Ligue d'Augsbourg.
Henri Casimir II de Nassau-Dietz appartient à la sixième branche (Nassau-Dietz), elle-même issue de la seconde branche (Nassau-Dillenbourg) de la Maison de Nassau. Cette lignée de Nassau-Dietz appartient à la tige ottonienne qui donne des stathouders à la Flandre, à la Frise, la Duché de Gueldre, la Hollande, aux Provinces-Unies, un roi à l'Angleterre et l'Écosse en la personne de Guillaume III d'Orange-Nassau, des rois et reines aux Pays-Bas.
Henri Casimir II de Nassau-Dietz est l'ascendant de la reine Béatrix des Pays-Bas.